# 組織蛋白

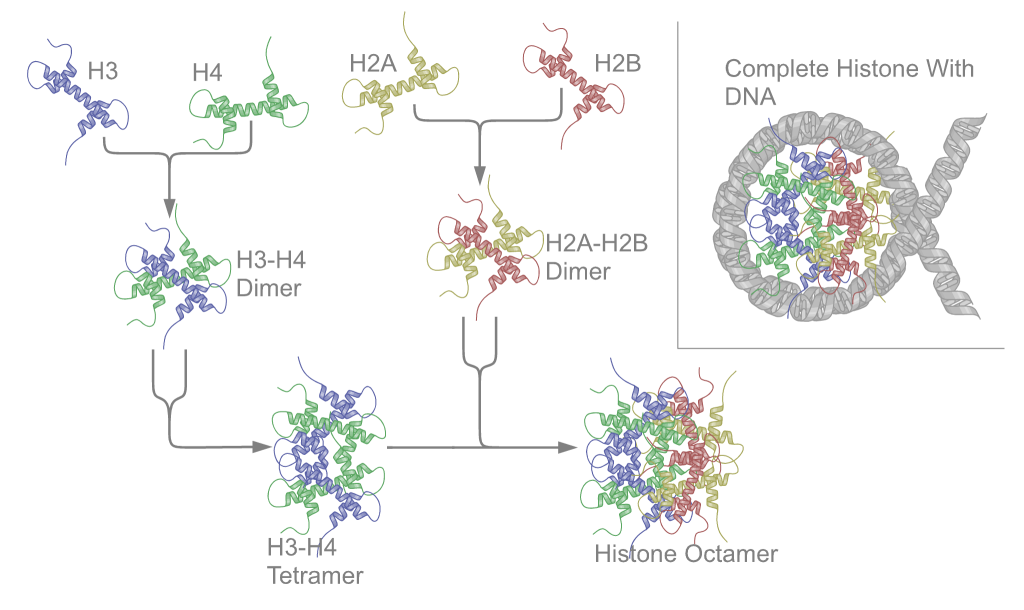
将核心组蛋白组装到核小体中的结构示意图。

組織蛋白（英語：histone，或稱組蛋白）是真核生物体细胞染色质與原核細胞中的碱性蛋白质，和DNA共同组成核小体结构。它们是染色质的主要蛋白质组分，作为DNA缠绕的线轴，并在基因调控中发挥作用，但是原核細胞組蛋白對基因調控的作用非常微弱。没有组织蛋白，染色体中未缠绕的DNA将非常长（人类DNA中的长宽比超过1000万比1）。例如，每个人类二倍体细胞（含有23对染色体）具有约1.8米长的DNA，但是在组織蛋白上缠绕它具有大约90微米（0.09毫米）的染色质，当在有丝分裂期间复制和浓缩时，其导致约120微米的染色体。

## 分類和組織蛋白變體
存在五个主要的组织蛋白家族： H1/H5，H2A，H2B，H3和H4。组织蛋白H2A，H2B，H3和H4被称为核心组织蛋白（Core Histone），而组织蛋白H1/H5被称为连接组织蛋白（Linker Histone）。
在H2A、H2B、H3及H4這四種組織蛋白中的其中兩種稱為「核心組織蛋白」，並且集合成為八聚體的核小體核心顆粒。這種集合是將DNA的146對鹼基對以1.65左手超螺旋形圍在這個蛋白質線軸。連接組織蛋白H1將核小體核心顆粒與DNA的進入位點及E位點結合，因而可以將DNA緊扣在位，並且能容許形成更高層次的結構。最基本的形狀為一個10納米的纖維或一連串的珠子。這涉及將在每一個核小體之間約50對的DNA鹼基對圍在這些核小體上，這些DNA又稱為連接DNA。較高層次的結構包括有30及100納米的纖維，是在一般細胞內的結構。在減數分裂中，透過核小體與其他蛋白質的相互作用，合成染色體。合成的組織蛋白與DNA稱為染色質。
核心組織蛋白是高度保守的蛋白質，意即組織蛋白在氨基酸序列中有著非常小的改變。連接組織蛋白通常有著多於一種的形狀，對比核心組織蛋白是保守程度较低的。
在主要的組織蛋白類別中，亦存在一些異構體。它們有著相同的氨基酸序列及相似的核心結構，但卻有著不同的特徵。這些不同的組織蛋白通常帶著染色質的特別功能，就如與H3相似的CenpA是唯一的組織蛋白與染色體的著絲點聯合；H2A的異構體H2A.Z是與活性轉錄基因聯合與涉及在異染色體的形成；另一個H2A異構體H2A.X以雙鏈斷裂與DNA結合，並進行DNA修復。

### H1
組織蛋白H1有著一個中央球狀結構域及長的C與N端尾巴，能將小珠子串結構圍成30納米大小的螺線管結構。對比其他種類的組織蛋白，H1的數量只為其他的一半。這是因為它不是構成核小體部份，而只是將DNA及核小體緊扣在一起。H1亦有著它的異構體，稱為組織蛋白H5。

### H2A、H2B及H4
組織蛋白H2A、H2B及H4同樣有著一個主要的球狀結構域與長的N端尾巴，是組成小珠子串結構內的核小體的重要單元。

### H3
與組織蛋白H2A及H2B類似，組織蛋白H3有著一個主要的球狀結構域與長的N端尾巴，是組成小珠子串結構內的核小體的重要原素。它的N端尾巴從球狀核小體核心伸出，能進行多種影響細胞運作的表觀遺傳修飾。這些修飾包括將甲基及乙酰基共價附著於離氨酸或精氨酸，及絲氨酸或羥丁氨酸的磷酸化。離氨酸9的甲基化涉及基因沉默及在DNA內形成相對較不活躍的異染色質。組織蛋白H3的乙酰基化會在組織蛋白尾巴內不同的離氨酸位置出現，並且由組織蛋白乙酰轉移酶（HAT）所催化。離氨酸14的乙酰基化在基因中很普遍，亦會轉錄成為核糖核酸（RNA）。
以下是人類組蛋白的列表：
| 超級家族     | 家族 | 亞家族 | 成員 |
| ------------ | ---- | ------ | --- |
| 连接组织蛋白 | H1   | H1F    | H1F0, H1FNT, H1FOO, H1FX |
| 连接组织蛋白 | H1   | H1H1   | HIST1H1A, HIST1H1B, HIST1H1C, HIST1H1D, HIST1H1E, HIST1H1T |
| 核心组织蛋白 | H2A  | H2AF   | H2AFB1, H2AFB2, H2AFB3, H2AFJ, H2AFV, H2AFX, H2AFY, H2AFY2, H2AFZ                                                                                                   |
| 核心组织蛋白 | H2A  | H2A1   | HIST1H2AA, HIST1H2AB, HIST1H2AC, HIST1H2AD, HIST1H2AE, HIST1H2AG, HIST1H2AI, HIST1H2AJ, HIST1H2AK, HIST1H2AL, HIST1H2AM                                             |
| 核心组织蛋白 | H2A  | H2A2   | HIST2H2AA3, HIST2H2AC |
| 核心组织蛋白 | H2B  | H2BF   | H2BFM, H2BFS, H2BFWT |
| 核心组织蛋白 | H2B  | H2B1   | HIST1H2BA, HIST1H2BB, HIST1H2BC, HIST1H2BD, HIST1H2BE, HIST1H2BF, HIST1H2BG, HIST1H2BH, HIST1H2BI, HIST1H2BJ, HIST1H2BK, HIST1H2BL, HIST1H2BM, HIST1H2BN, HIST1H2BO |
| 核心组织蛋白 | H2B  | H2B2   | HIST2H2BE |
| 核心组织蛋白 | H3   | H3A1   | HIST1H3A, HIST1H3B, HIST1H3C, HIST1H3D, HIST1H3E, HIST1H3F, HIST1H3G, HIST1H3H, HIST1H3I, HIST1H3J                                                                  |
| 核心组织蛋白 | H3   | H3A2   | HIST2H3C |
| 核心组织蛋白 | H3   | H3A3   | HIST3H3 |
| 核心组织蛋白 | H4   | H41    | HIST1H4A, HIST1H4B, HIST1H4C, HIST1H4D, HIST1H4E, HIST1H4F, HIST1H4G, HIST1H4H, HIST1H4I, HIST1H4J, HIST1H4K, HIST1H4L                                              |
| 核心组织蛋白 | H4   | H44    | HIST4H4 |

## 結構
核小體核心顆粒是由兩個H2A-H2B二聚物及兩個H3-H4二聚物結合而成，形成兩半接近對稱的蛋白質三級結構（2階旋轉對稱，即1個高分子是另一個的鏡像）。H2A-H2B及H3-H4二聚物本身亦呈現偽雙向對稱。
這四個核心組織蛋白（H2A、H2B、H3及H4）是在結構上相似及在進化中高度保存的，所有均有著一個「螺旋纏繞螺旋纏繞螺旋」的形狀，可以容許簡單的二聚化。它們在胺基酸結構上都有著一條長的尾巴，讓轉錄後修飾的進行。
總括來說，組織蛋白與DNA有著五種的相互作用：
1. H2B、H3及H4的α螺旋兩極積聚正電，能與DNA的帶有負電荷的磷酸鹽分子團產生相互作用。
2. 在DNA骨幹與胺基之間的氫鍵對組織蛋白的主鏈。
3. 組織蛋白與DNA的脫氧核糖的非極性相互作用。
4. 碱性胺基酸（如離氨酸及精氨酸）旁鏈與DNA磷酸氧旁鏈之間的鹽連及氫鍵。
5. H3及H2B的N端尾巴的非特定副槽面插入至DNA分子的兩個副槽面。

組織蛋白最重要的基本性質，除了是協助與DNA的相互作用外，就是它的水溶性。
組織蛋白的轉譯後修飾會先在它的N端尾巴開始，再而在其球狀結構域進行。這種修飾包括有甲基化、瓜氨酸化、乙醯化、磷酸化、小泛素相關修飾化、泛素化及二磷酸腺苷核糖基化。這些影響著組織蛋白在基因調控的功能。
一般來說，活性的基因較少與組織蛋白聯繫，但非活性的基因會在間期中與組織蛋白聯合。組織蛋白的結構在進化上保存，這是因為任何有害的突變會造成嚴重的不適應性。

## 歷史
於1884年，艾布瑞契·科塞爾首先發現組織蛋白。直至1990年代早期，組織蛋白才被更多認識，並非純粹細胞核的惰性填充料，这部分基于马克·普塔什尼(Mark Ptashne)等人的模型，他们认为转录是被蛋白质-DNA和蛋白质-蛋白质相互作用在很大程度上被激活裸DNA模板，就像细菌一样。及後它的調控功能才被發現。
在1980年代，Yahli Lorch和罗杰·科恩伯格(Roger Kornberg)表明，核心启动子上的核小体体外阻止了转录的启动，迈克尔·格伦斯坦(Michael Grunstein)证明组蛋白在体内抑制转录，导致核小体为 一般基因阻遏物。

## 功能

### 填充蛋白質
組織蛋白作为DNA缠绕的线轴。这使得能够在细胞核内将真核细胞的大型的基因组所必需的压实物：压实的分子比未压实的分子短40,000倍。

### 染色质调控
组织蛋白進行翻译后修饰，以更改它与DNA及其他核蛋白的相互作用。组织蛋白H3及H4有着核小体伸出的长尾巴，能够在不同的地方进行共价修饰。这种修饰包括有甲基化、瓜氨化、乙酰基化、磷酸化、小泛素相关修饰化、泛素化及二磷酸腺苷核糖基化。组织蛋白核心（即H2A及H3）亦可以作出修饰。修饰的組合可以组成编码，成为组织蛋白编码。组织蛋白修饰在不同的生物过程起着作用，包括基因表观调控、DNA修复、有丝分裂及减数分裂 。
组织蛋白修饰的命名是：
1. 先以组织蛋白名称开始，如H3；
2. 单一字母的氨基酸简称，如K代表赖氨酸，及在蛋白质的位置；及
3. 修饰的种类，Me即甲基化、P即磷酸化、Ac即乙酰化及Ub即泛素化。

举例來說，H3K4Me就代表组织蛋白H3从N端开始起计第4个赖氨酸的甲基化。